# Nekrolog 1646
Nekrolog
◄◄
| ◄
| 1642
| 1643
| 1644
| 1645
| 1646 | 1647 | 1648 | 1649 | 1650 | ► | ►►
Weitere Ereignisse | Allgemeiner Nekrolog 1646
Die Beschreibung der verstorbenen Person sollte so kurz wie möglich gehalten sein und nur deren signifikante Tätigkeit(en) enthalten.
Neue Namen ggf. auch unter dem Geburts- und Sterbedatum, also etwa unter 1. Januar und im Geburts- und Sterbejahr (2024) eintragen (nur bei entsprechender großer Wichtigkeit). Für Beispiele siehe die schon vorhandenen Artikel.
Außerdem über die fünf zuletzt Verstorbenen, zu denen es einen ausreichend guten Artikel für eine Präsentation auf der Hauptseite gibt, nach der todesbedingten Überarbeitung der Artikel ggf. auch unter Wikipedia Diskussion:Hauptseite informieren und sie am besten auch in den anderen Wikipedia-Sprachversionen eintragen. Tipp: Regelmäßig bei news.google.de nach „ist tot“, „gestorben“ oder „verstorben“ suchen.
Wenn eine Person gestorben ist, gibt es viele Seiten zu dieser Person in der Wikipedia, die davon auch betroffen sind und entsprechend aktualisiert werden müssen. Beispiele: Namenübersichtsseite, Geburtsjahr, Geburtsort-Seiten und viele mehr.
Wie finde ich die betroffenen Seiten?
Im Suchfeld auf der linken Seite gibt man den Suchbegriff so ein: „Vorname Nachname“. Dann klickt man auf Volltext und alle Seiten mit entsprechendem Suchtext werden aufgerufen. Hier sieht man dann schnell, wo auch das Todesjahr Sinn macht oder sogar ein Teil des Artikels angepasst werden muss. Auch hilft das „Werkzeug“ auf der linken Seite sehr gut, um solche Seiten aufzufinden: „Links auf diese Seite“. Somit ist die Wikipedia wieder aktuell in allen Bereichen! Hinweis: bei Eintragung der Kategorie „Gestorben JAHR“ wird der Missbrauchsfilter 49 ausgelöst, was jedoch nicht schlimm ist. Siehe: Spezial:Missbrauchsfilter/49
Dies ist eine Liste von im Jahr 1646 verstorbenen bekannten Persönlichkeiten. Die Einträge erfolgen innerhalb der einzelnen Daten alphabetisch sortiert. Tiere sind im Nekrolog für Tiere zu finden.

## Januar
| Tag        | Name                          | Beruf, bekannt als                                           | Alter | Beleg |
| ---------- | ----------------------------- | ------------------------------------------------------------ | ----- | ----- |
| 3. Januar  | Francesco Erizzo              | Doge von Venedig                                             | 79    |       |
| 4. Januar  | Gaspard III. de Coligny       | Marschall von Frankreich                                     | 61    |       |
| 6. Januar  | Elias Holl                    | deutscher Baumeister                                         | 72    |       |
| 11. Januar | Michelangelo Buonarroti       | italienischer Dichter und Schriftsteller                     | 77    |       |
| 12. Januar | Henning Cramer von Clausbruch | deutscher Handelsherr, Diplomat und Bürgermeister von Goslar | 61    |       |

## Februar
| Tag         | Name                            | Beruf, bekannt als                     | Alter | Beleg |
| ----------- | ------------------------------- | -------------------------------------- | ----- | ----- |
| 4. Februar  | Johannes Polyander a Kerckhoven | niederländischer reformierter Theologe | 77    |       |
| 6. Februar  | Frebonie von Pernstein          | böhmisch-mährische Adlige              |       |       |
| 28. Februar | Nicolaas Dedel                  | niederländischer Rechtswissenschaftler | 49    |       |

## März
| Tag      | Name                        | Beruf, bekannt als                                                                                              | Alter | Beleg |
| -------- | --------------------------- | --- | ----- | ----- |
| 7. März  | Margarethe Altenhofen       | Opfer der Hexenprozesse in Rhens                                                                                |       |       |
| 8. März  | Eckard von Usedom           | deutscher Jurist und Hofgerichtspräsident                                                                       |       |       |
| 11. März | Stanisław Koniecpolski      | polnischer Magnat, Staatsmann, Hetman und höchster militärischer Führer (Ataman) der Polnisch-Litauischen Union |       |       |
| 12. März | Jürgen Heitmann der Ältere  | deutscher Holzschnitzer und Bildhauer                                                                           |       |       |
| 15. März | Hans Nottelmann der Jüngere | deutscher Bildhauer der Renaissance                                                                             |       |       |
| 15. März | Silvanus Speht              | deutscher Benediktinerabt                                                                                       |       |       |
| 23. März | Daniele Casella             | schweizerisch-italienischer Bildhauer und Architekt                                                             |       |       |
| 24. März | Carlo Bovio                 | italienischer römisch-katholischer Geistlicher und Bischof von Sarsina                                          |       |       |

## April
| Tag       | Name                          | Beruf, bekannt als                                              | Alter | Beleg |
| --------- | ----------------------------- | --------------------------------------------------------------- | ----- | ----- |
| 1. April  | Johann Vierdanck              | deutscher Komponist                                             |       |       |
| 10. April | Santino Solari                | Schweizer Architekt                                             |       |       |
| 27. April | Konrad Bachmann               | deutscher Literaturwissenschaftler, Historiker und Bibliothekar | 73    |       |
| 30. April | Anne-François de Bassompierre | lothringischer Adliger und Militär                              | 34    |       |

## Mai
| Tag     | Name                                 | Beruf, bekannt als                                                                             | Alter | Beleg |
| ------- | ------------------------------------ | ---------------------------------------------------------------------------------------------- | ----- | ----- |
| 9. Mai  | Georg Holzhai                        | deutscher Jesuit                                                                               | ~75   |       |
| 11. Mai | Bernhard Kohlreif                    | deutscher Theologe, Rektor des Gymnasium zum Grauen Kloster in Berlin                          |       |       |
| 11. Mai | Yagyū Munenori                       | Samurai; Schwertmeister                                                                        |       |       |
| 13. Mai | Maria Anna von Spanien               | Infantin von Spanien, Portugal, Neapel und Sizilien und durch Heirat römisch-deutsche Kaiserin | 39    |       |
| 23. Mai | Gottfried Fibig                      | deutscher Rechtswissenschaftler                                                                | 33    |       |
| 29. Mai | Stephan (II.) Graf Pálffy von Erdőd  | kaiserlicher General und kaiserlicher Kämmerer                                                 | 60    |       |
| Mai     | Robert Maxwell, 1. Earl of Nithsdale | schottischer Adeliger                                                                          |       |       |

## Juni
| Tag      | Name                      | Beruf, bekannt als                                               | Alter | Beleg |
| -------- | ------------------------- | ---------------------------------------------------------------- | ----- | ----- |
| 5. Juni  | Jeremias Siegel           | deutscher Unternehmer und Hammerherr in Schönheide und Wolfsgrün | 51    |       |
| 9. Juni  | Philipp von Scheiding     | schwedischer Statthalter in Estland                              | 67    |       |
| 19. Juni | Elisabeth zur Lippe       | gewählte Äbtissin im Stift Freckenhorst                          | 53    |       |
| 19. Juni | Rudolph von Schmertzing   | kurfürstlich-sächsischer Major                                   |       |       |
| 25. Juni | Heinrich V. von Knöringen | Bischof von Augsburg                                             | 76    |       |

## Juli
| Tag      | Name                           | Beruf, bekannt als                                     | Alter | Beleg |
| -------- | ------------------------------ | ------------------------------------------------------ | ----- | ----- |
| 1. Juli  | Gerhard von Questenberg        | Diplomat und Staatsmann                                |       |       |
| 9. Juli  | Börries von Münchhausen        | deutscher Adeliger und Staatsbeamter                   |       |       |
| 19. Juli | Heinrich Oraeus                | deutscher reformierter Theologe und Schriftsteller     | 62    |       |
| 21. Juli | Georg Ludwig von Schwarzenberg | Erzherzoglicher und kaiserlicher Gesandter und General | 59    |       |
| 24. Juli | Wolf Heinrich von Baudissin    | kursächsischer General im Dreißigjährigen Krieg        |       |       |
| 31. Juli | Bruno Stisser                  | deutscher Rechtswissenschaftler und Jurist             | 54    |       |

## August
| Tag        | Name                                    | Beruf, bekannt als                                                               | Alter | Beleg |
| ---------- | --------------------------------------- | -------------------------------------------------------------------------------- | ----- | ----- |
| 7. August  | Niccolò Corradini                       | italienischer Organist und Komponist                                             |       |       |
| 8. August  | Johannes Rudbeckius                     | lutherischer Theologe und der bedeutendste Bischof der Großmachtzeit in Schweden | 65    |       |
| 9. August  | Friedrich von Fürstenberg               | kurkölnischer (Land-)Droste im Herzogtum Westfalen                               | 70    |       |
| 11. August | Giandomenico Spinola                    | italienischer Bischof und Kardinal                                               |       |       |
| 19. August | Francesco Furini                        | italienischer Barockmaler                                                        |       |       |
| 19. August | Alexander Henderson                     | schottischer Theologe                                                            |       |       |
| 22. August | Anna Margarete von Braunschweig-Harburg | Pröpstin im Stift Quedlinburg                                                    | 79    |       |
| 26. August | Matthias Stephani                       | deutscher Rechtswissenschaftler                                                  |       |       |
| 27. August | Heinrich Hoppenstedt                    | deutscher lutherischer Theologe und Hofprediger in Celle                         |       |       |
| 29. August | Matthäus Reimer                         | deutscher Philologe                                                              | 64    |       |
| 31. August | Francesco Bracciolini                   | italienischer Schriftsteller                                                     | 79    |       |

## September
| Tag           | Name                              | Beruf, bekannt als                                     | Alter | Beleg |
| ------------- | --------------------------------- | ------------------------------------------------------ | ----- | ----- |
| 7. September  | Christoph von Esleve              | Benediktiner, später Reiteroberst                      | 66    |       |
| 8. September  | Nicolas Faret                     | französischer Literat und Politiker                    |       |       |
| 11. September | Antonio Marcello Barberini        | italienischer Kardinal der römisch-katholischen Kirche |       |       |
| 11. September | Odoardo I. Farnese                | Herzog von Parma (1622–1646); Herzog von Piacenza      | 34    |       |
| 11. September | David Gloxin                      | deutscher Bürgermeister                                | 78    |       |
| 11. September | Johann Stobäus                    | preußischer Komponist                                  | 66    |       |
| 14. September | Robert Devereux, 3. Earl of Essex | englischer Offizier und Politiker                      | 55    |       |
| 17. September | Erycius Puteanus                  | niederländischer Humanist und Lateinprofessor          | 71    |       |
| 24. September | Duarte Lobo                       | portugiesischer Komponist                              |       |       |

## Oktober
| Tag         | Name                               | Beruf, bekannt als                                                             | Alter | Beleg |
| ----------- | ---------------------------------- | ------------------------------------------------------------------------------ | ----- | ----- |
| 3. Oktober  | Virgilio Mazzocchi                 | italienischer Kapellmeister und Komponist                                      | 49    |       |
| 4. Oktober  | Thomas Howard, 21. Earl of Arundel | englischer Adliger, Diplomat und Kunstsammler                                  | 61    |       |
| 5. Oktober  | Heinrich VI. Pförtner              | deutscher Zisterzienserabt                                                     |       |       |
| 9. Oktober  | Baltasar Carlos von Spanien        | Fürst von Asturien                                                             | 16    |       |
| 12. Oktober | François de Bassompierre           | französischer Höfling, Diplomat und Marschall von Frankreich                   | 67    |       |
| 18. Oktober | Isaak Jogues                       | französischer Priester und Missionar, Heiliger der römisch-katholischen Kirche | 39    |       |
| 28. Oktober | William Dobson                     | englischer Maler                                                               |       |       |

## November
| Tag          | Name                          | Beruf, bekannt als                                                         | Alter | Beleg |
| ------------ | ----------------------------- | -------------------------------------------------------------------------- | ----- | ----- |
| 1. November  | Maximilian Adam               | Landgraf von Leuchtenberg                                                  | 35    |       |
| 2. November  | Johannes Saubert der Ältere   | lutherischer Theologe und Stadtbibliothekar in Nürnberg                    | 54    |       |
| 4. November  | Ludwig Günther I.             | Graf des Hauses Schwarzburg-Rudolstadt und Reformer                        | 65    |       |
| 7. November  | Jonas Nicolai                 | deutscher evangelisch-lutherischer Theologe, Pastor am Lübecker Dom        |       |       |
| 11. November | Christoph Jacob von Degenfeld | Herr auf Neuhaus und Eulenhof, zu Ehrstädt und Waibstadt                   |       |       |
| 11. November | Elias Greuter der Ältere      | deutscher Maler der Barockzeit                                             |       |       |
| 26. November | Achille de Harlay de Sancy    | französischer Diplomat, Bischof von Saint-Malo                             |       |       |
| 26. November | Johann Heinrich von Ostein    | Fürstbischof von Basel                                                     |       |       |
| 29. November | Laurentius Paulinus Gothus    | Laurentius Paulinus Gothus, schwedischer lutherischer Theologe und Pfarrer | 81    |       |

## Dezember
| Tag          | Name                                  | Beruf, bekannt als                                            | Alter | Beleg |
| ------------ | ------------------------------------- | ------------------------------------------------------------- | ----- | ----- |
| 16. Dezember | Heinrich von Sacken                   | Oberrat und Landhofmeister im Herzogtum Kurland und Semgallen |       |       |
| 26. Dezember | Henri II. de Bourbon, prince de Condé | Prinz von Condé                                               | 58    |       |
| 28. Dezember | François Maynard                      | französischer Schriftsteller und Lyriker der frühen Klassik   | 64    |       |

## Datum unbekannt
| Tag      | Name                           | Beruf, bekannt als                                                                           | Alter | Beleg |
| -------- | ------------------------------ | -------------------------------------------------------------------------------------------- | ----- | ----- |
|          | Theophilos Corydalleus         | griechischer Philosoph der Renaissance                                                       |       |       |
|          | Mario Guiducci                 | italienischer Astronom und Rechtsgelehrter                                                   |       |       |
|          | Kaspar Karas von Rhomstein     | Administrator, Generalvikar, Offizial und Weihbischof in Olmütz, Titularbischof von Tiberias |       |       |
|          | Jürgen Landwehr                | deutscher Maler                                                                              |       |       |
|          | Philibert Le Roy               | französischer Architekt und Baumeister                                                       |       |       |
| Frühjahr | Agnes Maria von Limburg-Styrum | gewählte Äbtissin im Stift Freckenhorst                                                      | 15    |       |
|          | Rudolph von Marzin             | kursächsischer Generalfeldmarschall                                                          |       |       |
|          | Hugo Preutaeus                 | deutscher Benediktiner, Abt von Werden und Helmstedt                                         |       |       |
|          | Heinrich von Schultheiß        | deutscher Hexenjäger                                                                         |       |       |
|          | Constantino Tencalla           | polnischer Architekt                                                                         |       |       |